# 蒙勒赞达马尼亚克
蒙勒赞达马尼亚克（法語：Monlezun-d'Armagnac，法語發音：[mɔ̃ləzœ̃ daʁmaɲak]，意为“阿马尼亚克的蒙勒赞”）是法国热尔省的一个市镇，位于该省西北部，属于孔东区。

## 地理
蒙勒赞达马尼亚克（43°49'29"N, 0°8'57"W）面积6.48 平方千米，位于法国奧克西塔尼大區热尔省，该省份为法国西南部内陆省份，北起顺时针与洛特-加龙省、塔恩-加龙省、上加龙省、上比利牛斯省、大西洋比利牛斯省和朗德省接壤。
与蒙勒赞达马尼亚克接壤的市镇（或旧市镇、城区）包括：卡斯泰克斯-达马尼亚克、洛瑞藏、莫帕、莫尔梅斯、图茹斯。
蒙勒赞达马尼亚克的时区为UTC+01:00、UTC+02:00（夏令时）。

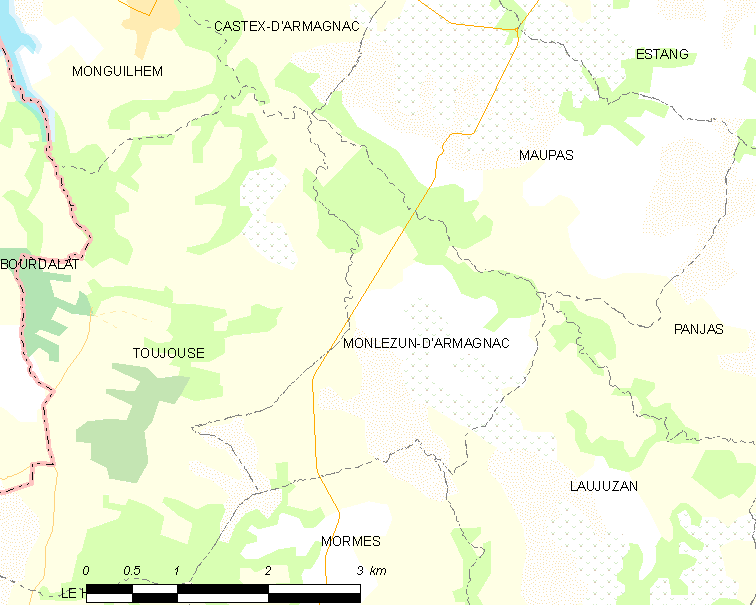
蒙勒赞达马尼亚克的OSM定位图

## 行政
蒙勒赞达马尼亚克的邮政编码为32240，INSEE市镇编码为32274。

## 政治
蒙勒赞达马尼亚克所属的省级选区为大下阿马尼亚克县。

## 人口

1962-2008年间蒙勒赞达马尼亚克人口变化图示

蒙勒赞达马尼亚克于2022年1月1日时的人口数量为188人。